# Općina Demir Kapija
Općina Demir Kapija (makedonski: Демир Капија) je jedna od 80 općina Sjeverne Makedonije koja se prostire na jugu  Sjeverne Makedonije. 
Upravno sjedište ove općine je grad Demir Kapija.

## Zemljopisne osobine
Općina Demir Kapija graniči s općinom Negotino na sjevero zapadu, te s općinama Konče i Valandovo na istok, s općinom Gevgelija na jug, te s općinom Kavadarci na jugozapad.
Ukupna površina Općine Demir Kapija  je 311,06 km².

## Stanovništvo
Općina Demir Kapija ima 4 545 stanovnika. Po popisu stanovnika iz 2002. nacionalni sastav stanovnika u općini bio je sljedeći;

## Naselja u Općini Demir Kapija
Ukupni broj naselja u općini je 15, od njih su 14 sela i jedan grad Demir Kapija.

## Pogledajte i ovo
- Demir Kapija
- Sjeverna Makedonija
- Općine Sjeverne Makedonije

## Vanjske poveznice
- Općina Demir Kapija na stranicama Discover Macedonia